# 보잉 777-200 계열
1994년 취역한 보잉 777 시리즈의 최초 모델. 보잉 777 시리즈의 기본형으로, 미 본토 국내선을 운항하기 적합하게 제작되었으며 9,700km를 순항, 대서양 횡단노선에도 운용할 수 있도록 제작되었다. 1995년 5월 15일, 유나이티드 항공에 최초로 인도했다. 위 기종은 에어버스 A330-300기에 대항하는 기종이며, 777-300ER이나 777-200LR과 달리 엔진 제조 업체를 선택할 수 있다. 엔진은 롤스로이스 트렌트 700, 프랫 & 휘트니 PW4000, 제너럴 일렉트릭 GE90 중 하나를 선택할 수 있었다.

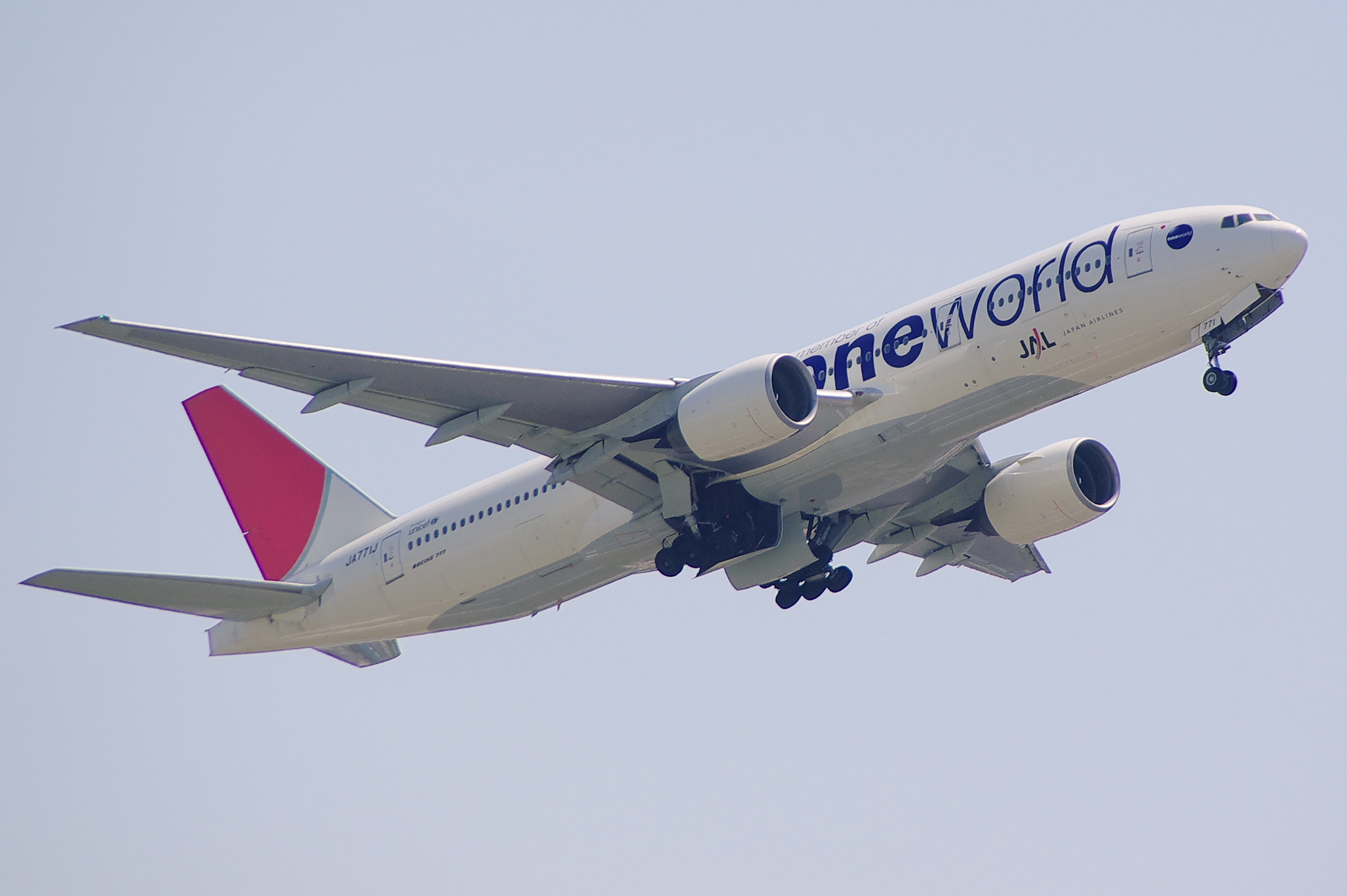
일본항공의 보잉 777-200
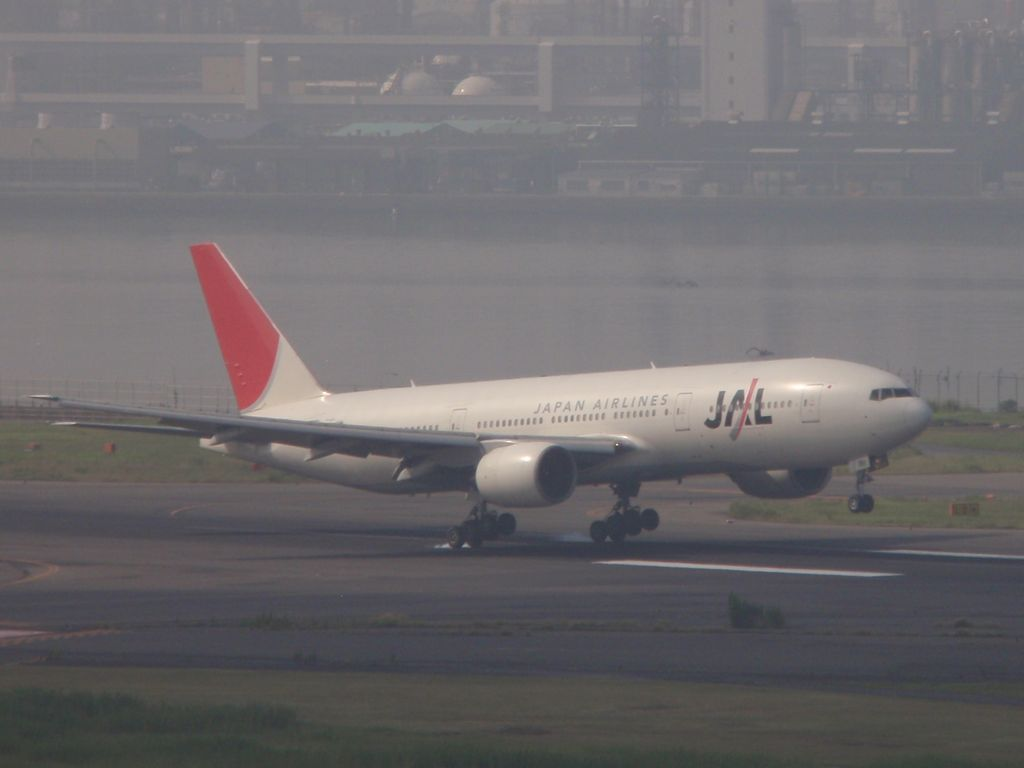
일본항공의 보잉 777-200
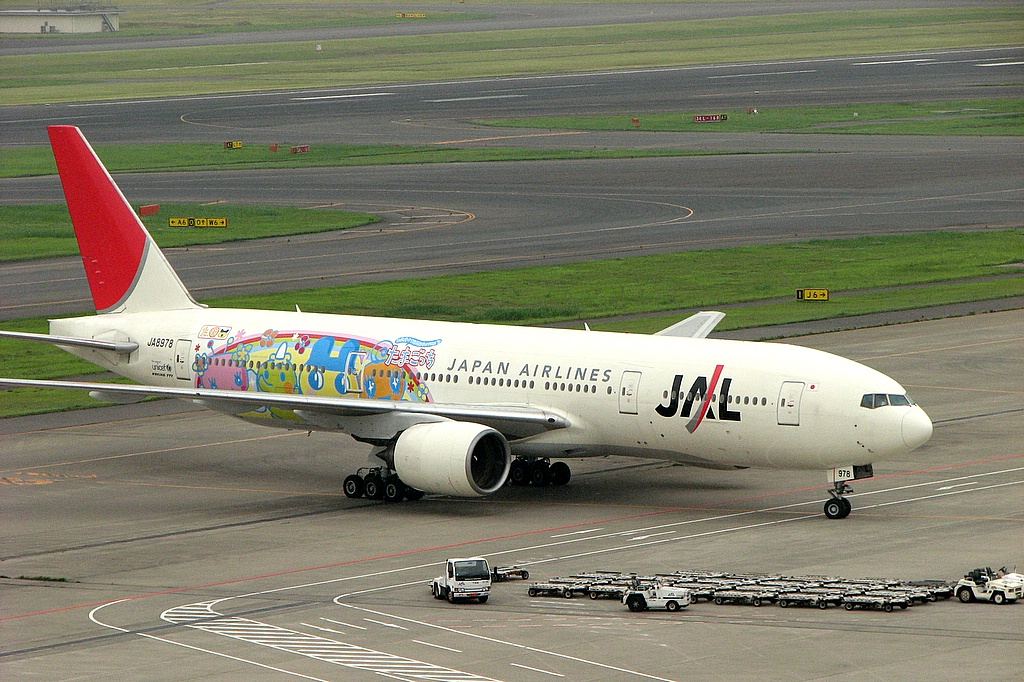
일본항공의 보잉 777-200
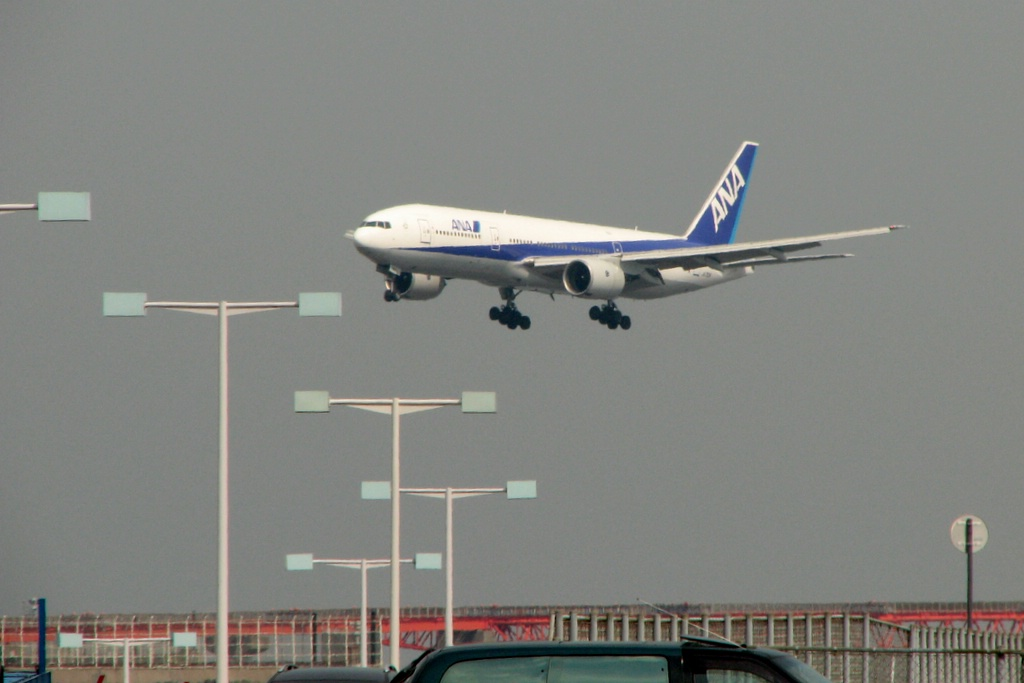
전일본공수(ANA)의 보잉 777-200
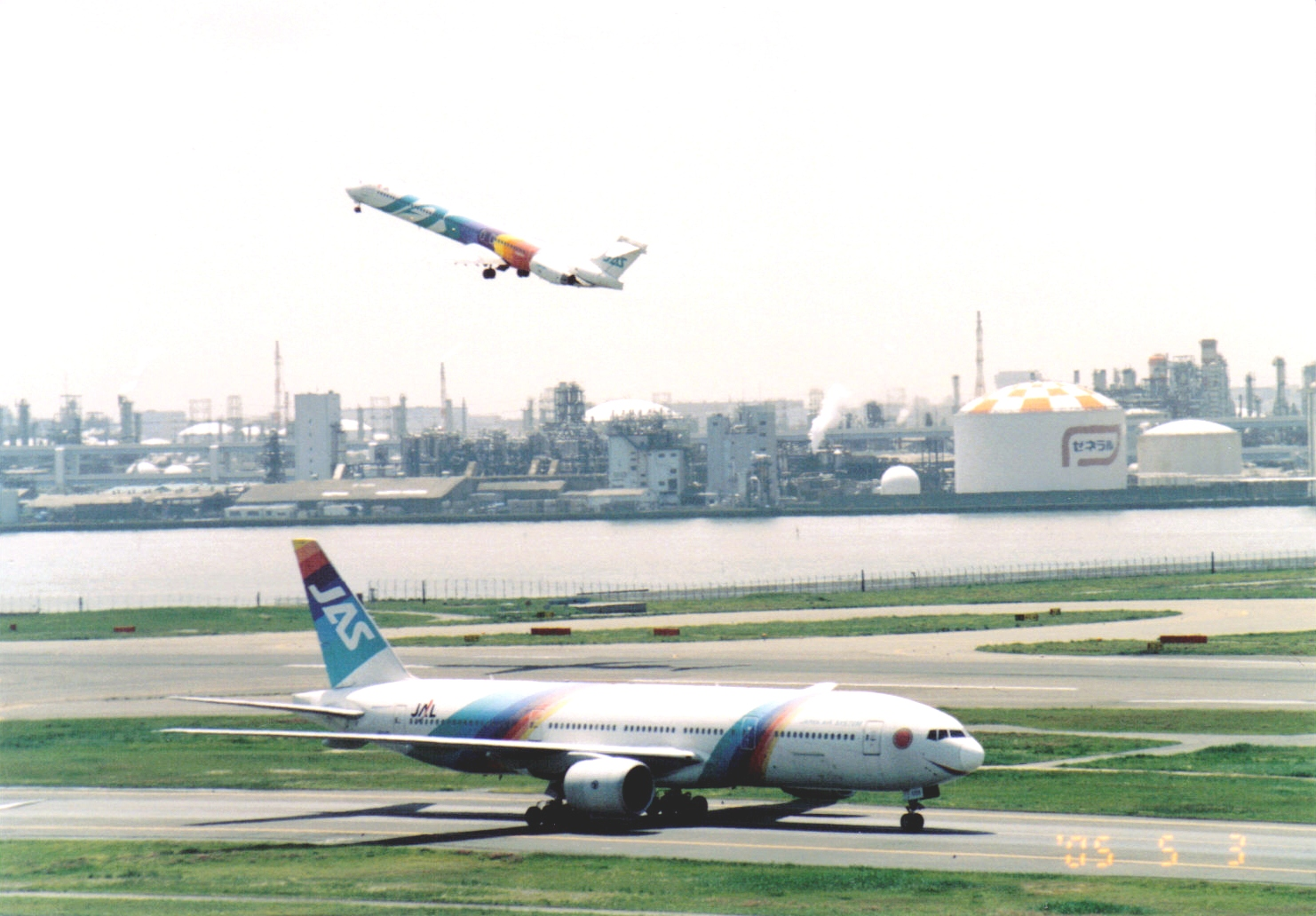
재팬 에어 시스템의 보잉 777-200 (퇴역)
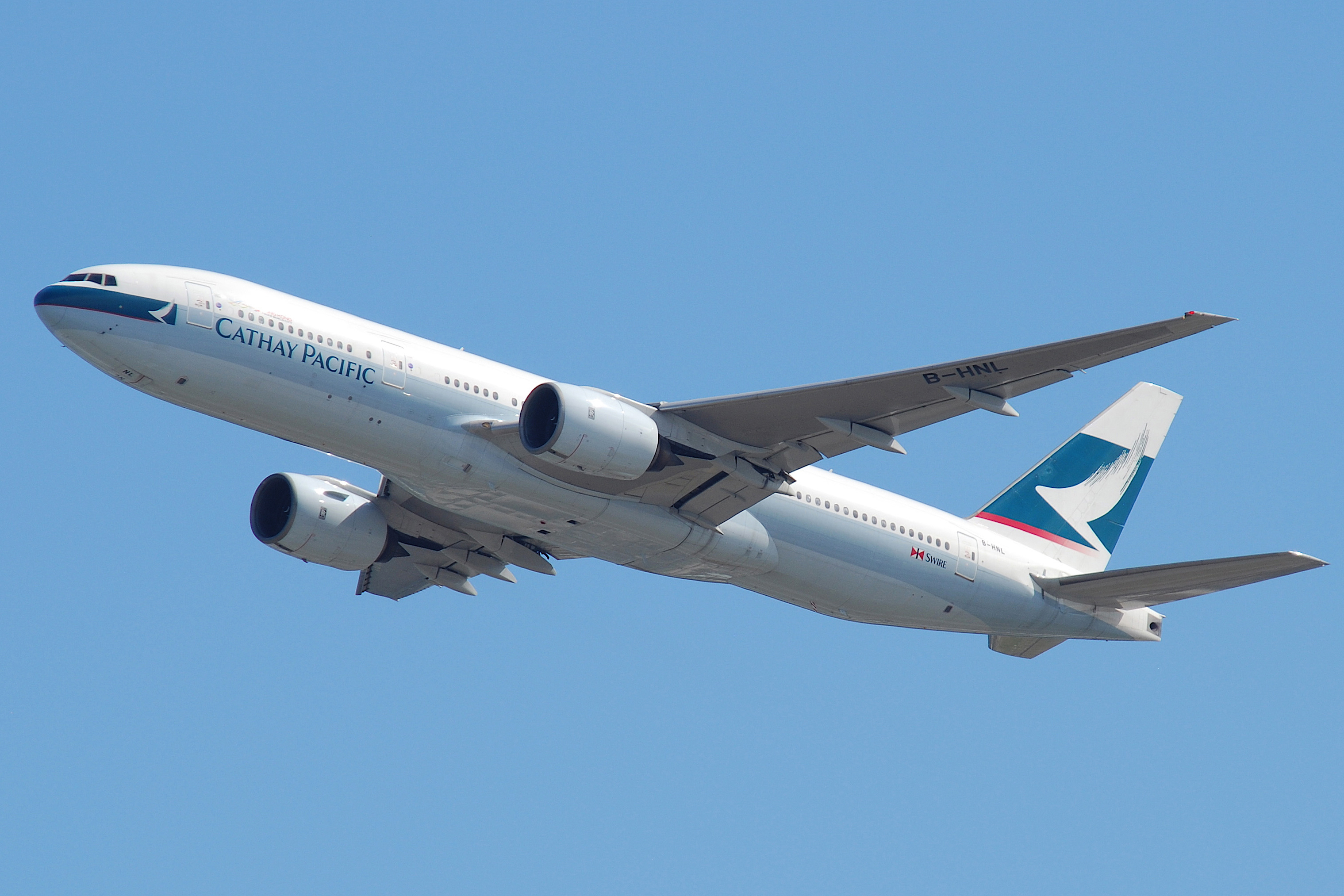
캐세이퍼시픽 항공의 보잉 777-200 (퇴역)

## 개요
보잉의 쌍발 광동체 여객기 보잉 777의 파생형들 중 777-200 계열의 형식을 정리한 문서.

## 제원
| 보잉 777            | 보잉 777            | 보잉 777                  | 보잉 777                  | 보잉 777                                       | 보잉 777                                       | 보잉 777                                  | 보잉 777                  | 777X                            | 777X                            |
| 형식                | 형식                | 777-200                   | 777-200ER                 | 777-200LR                                      | 777F                                           | 777-300                                   | 777-300ER                 | 777-8                           | 777-9                           |
| 운항승무원          | 운항승무원          | 2                         | 2                         | 2                                              | 2                                              | 2                                         | 2                         | 2                               | 2                               |
| 표준좌석수          | 2클래스             | 313                       | 313                       | 317                                            | -                                              | 396                                       | 396                       | 395                             | 426                             |
| 표준좌석수          | 3클래스             | 305                       | 301                       | 301                                            | -                                              | 368                                       | 365                       |                                 | 357                             |
| 최대좌석수[2]       | 최대좌석수[2]       | 440                       | 440                       | 440                                            | 11                                             | 550                                       | 550                       | 470                             | 570                             |
| 화물용적            | 화물용적            | 162 m³ (LD3 컨테이너 x32) | 162 m³ (LD3 컨테이너 x32) | 162 m³ (LD3 컨테이너 x32)                      | 653 m³ (팔레트 x37)                            | 216 m³ (LD3 컨테이너 x44)                 | 216 m³ (LD3 컨테이너 x44) | LD3 컨테이너 x40                | LD3 컨테이너 x48                |
| 길이                | 길이                | 63.7 m                    | 63.7 m                    | 63.7 m                                         | 63.7 m                                         | 73.9 m                                    | 73.9 m                    | 70.86 m                         | 76.72 m                         |
| 폭                  | 폭                  | 60.9 m                    | 60.9 m                    | 64.8 m                                         | 64.8 m                                         | 60.9 m                                    | 64.8 m                    | 71.75 m (윙팁 접을때 : 64.85 m) | 71.75 m (윙팁 접을때 : 64.85 m) |
| 날개면적            | 날개면적            | 427.8 m²                  | 427.8 m²                  | 427.8 m²                                       | 427.8 m²                                       | 427.8 m²                                  | 427.8 m²                  | 516.7 m²                        | 516.7 m²                        |
| 날개 후퇴각         | 날개 후퇴각         | 31.6°                     | 31.6°                     | 31.6°                                          | 31.6°                                          | 31.6°                                     | 31.6°                     | TBA                             | TBA                             |
| 날개 가로세로비     | 날개 가로세로비     | 8.68                      | 8.68                      | 9.04                                           | 9.04                                           | 8.68                                      | 8.68                      | 9.04                            | 9.04                            |
| 높이                | 높이                | 18.5 m                    | 18.5 m                    | 18.6 m                                         | 18.6 m                                         | 18.5 m                                    | 18.5 m                    | 19.7 m                          | 19.7 m                          |
| 동체폭(내벽)        | 동체폭(내벽)        | 5.87 m                    | 5.87 m                    | 5.87 m                                         | 5.87 m                                         | 5.87 m                                    | 5.87 m                    | 5.97 m                          | 5.97 m                          |
| 최대연료탑재량      | 최대연료탑재량      | 117,348 L                 | 171,177 L                 | 181,283 L                                      | 181,283 L                                      | 171,177 L                                 | 181,283 L                 | 197,977 L                       | 197,977 L                       |
| 표준운항중량 (OEW)  | 표준운항중량 (OEW)  | 134,800 kg                | 138,100 kg                | 145,150 kg                                     | 144,400 kg                                     | 160,500 kg                                | 167,800 kg                | TBA                             | TBA                             |
| 최대이륙중량 (MTOW) | 최대이륙중량 (MTOW) | 247,200 kg                | 297,550 kg                | 347,500 kg                                     | 347,800 kg                                     | 299,370 kg                                | 351,500 kg                | 351,500 kg                      | 351,500 kg                      |
| 항속거리            | 항속거리            | 9,700 km                  | 14,310 km                 | 17,395 km                                      | 9,200 km                                       | 11,120 km                                 | 14,490 km                 | 16,090 km                       | 13,940km                        |
| 최대순항속도        | 최대순항속도        | 마하 0.87, 1,066km/h      | 마하 0.87, 1,066km/h      | 마하 0.87, 1,066km/h                           | 마하 0.87, 1,066km/h                           | 마하 0.89, 1,090km/h                      | 마하 0.89, 1,090km/h      | TBA                             | TBA                             |
| 이륙거리            | 이륙거리            | 2,440m                    | 3,380m                    | 2,800m                                         | 2,830m                                         | 3,230m                                    | 3,050m                    | TBA                             | TBA                             |
| 엔진 x2             | GE                  | GE90-77B (77,000 lb)      | GE90-94B (93,700 lb)      | GE90-110B1 (110,100 lb) GE90-115B (115,300 lb) | GE90-110B1 (110,100 lb) GE90-115B (115,300 lb) | GE90-92B (92,000 lb) GE90-94B (93,700 lb) | GE90-115B (115,300 lb)    | GE9X-105B1A (105,000 lb)        | GE9X-105B1A (105,000 lb)        |
| 엔진 x2             | P&W                 | PW4077 (77,000 lb)        | PW4090 (90,000 lb)        | X                                              | X                                              | PW4098 (98,000 lb)                        | X                         | X                               | X                               |
| 엔진 x2             | RR                  | Trent 877 (77,000 lb)     | Trent 895 (93,400 lb)     | X                                              | X                                              | Trent 892 (92,000 lb)                     | X                         | X                               | X                               |
| 코드                | ICAO                | B772                      | B772                      | B77L                                           | B77L                                           | B773                                      | B77W                      | B778                            | B779                            |
| 코드                | IATA                | 772                       | 772                       | 77L                                            | 77X                                            | 773                                       | 77W                       | 778                             | 779                             |

## 세부 형식

### 3.1. 777-200 (B772)

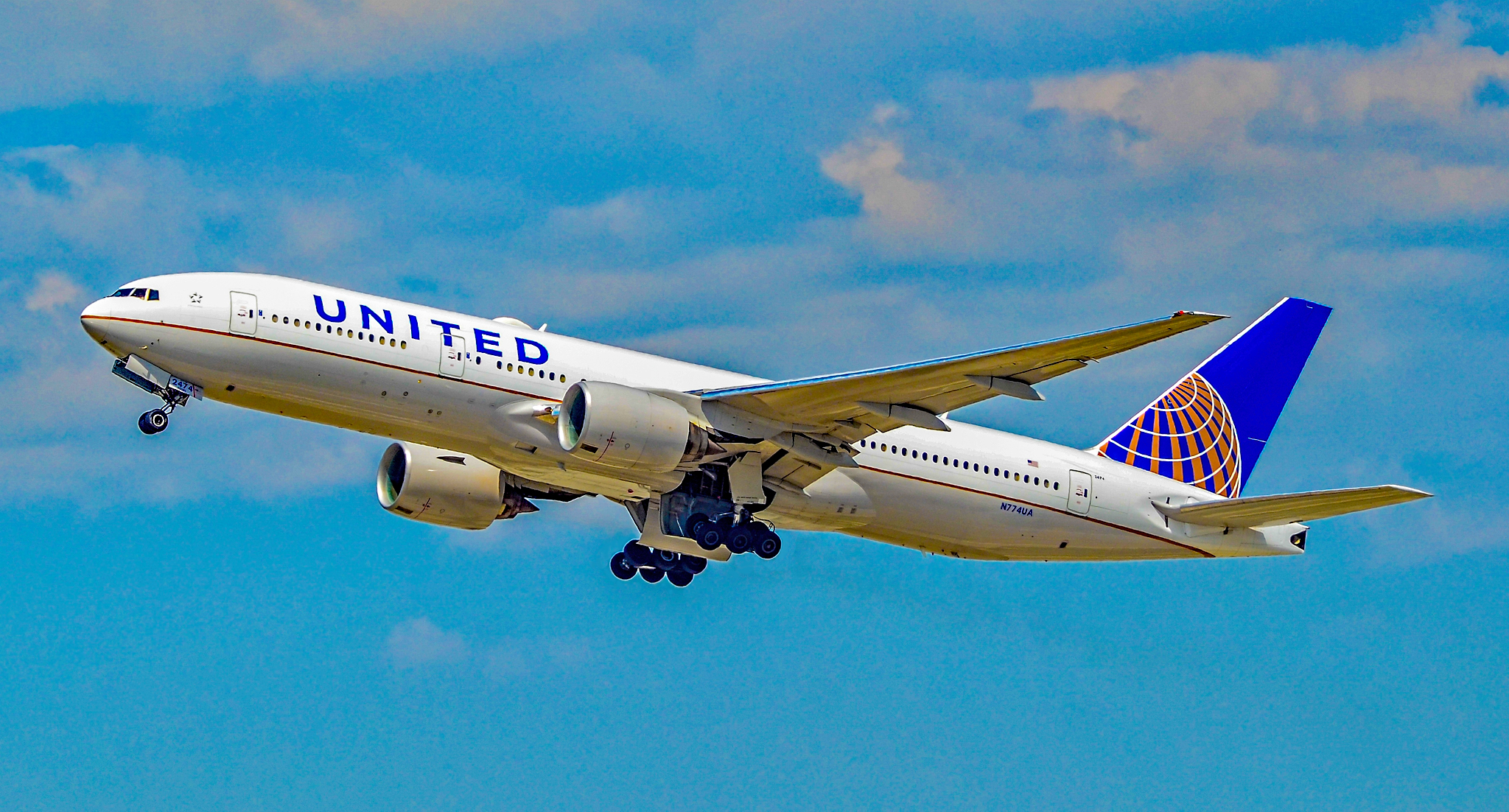
세계 최초로 상업 운항을 개시한 보잉 777 N774UA

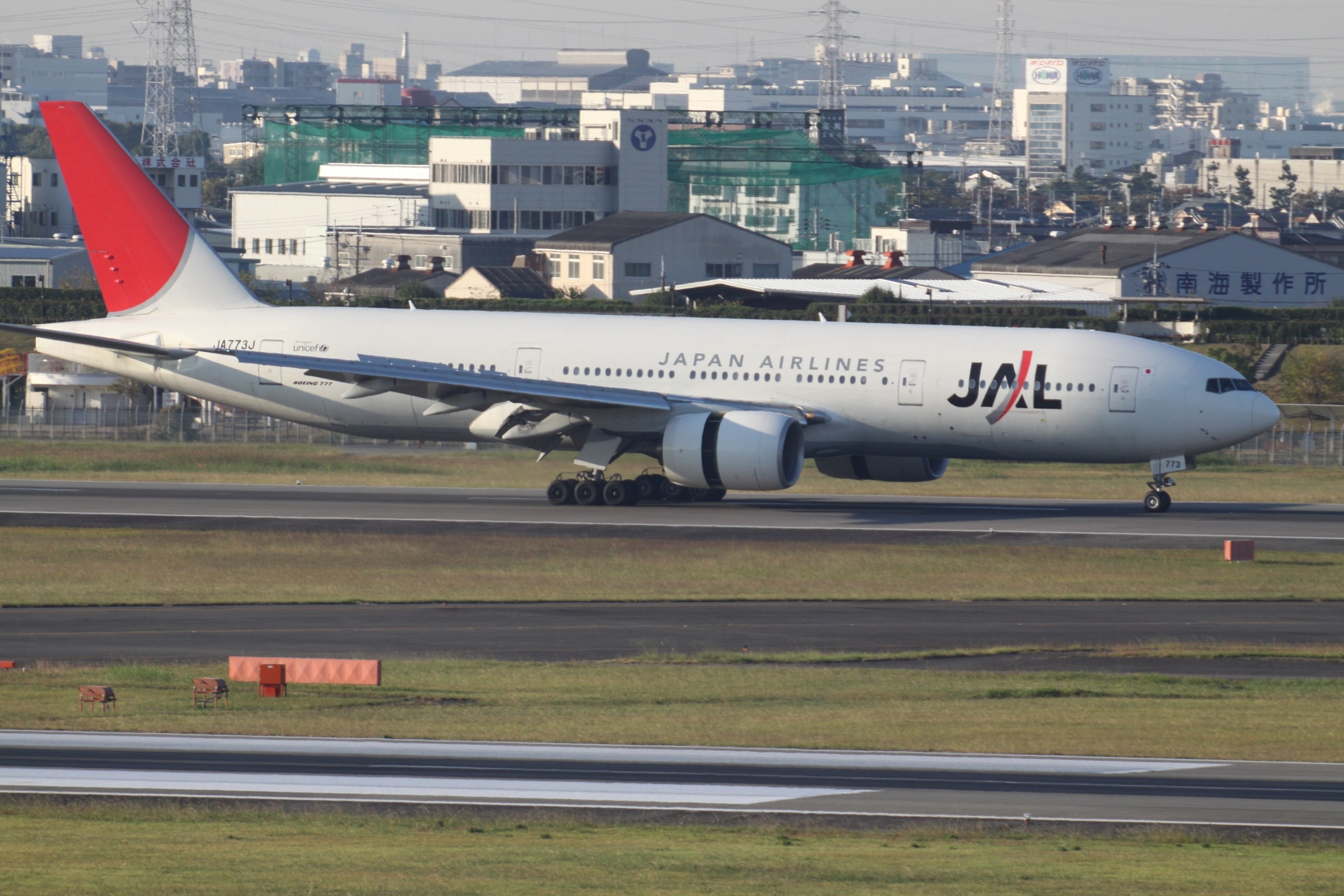
마지막으로 생산된 777-200 JA773J

777-200은 보잉 777의 첫 형식으로, 처음으로 런칭된 보잉 777이다. 777-200은 1994년 6월 12일에 첫 비행을 하였으며, 유나이티드 항공에 첫 777-200이 인도되면서 상업 운항을 시작하였다. 777-200은 305명의 승객을 수송한 상태로 약 9,700km를 비행할 수 있으며, 유나이티드 항공, 일본항공, 전일본공수 등의 항공사가 777-200을 일반석 위주로 배치하여 단거리 고수요 노선에 투입하여 운용하고 있다. 마지막 777-200은 2007년에 생산되었으며, 2020년 기준으로 보잉은 더 이상 777-200을 판매하지 않는다. 777-200의 엔진 옵션은 제너럴 일렉트릭 GE90, 롤스로이스 Trent 800, 프랫 & 휘트니 PW4000이다.

### 3.2. 777-200ER (B772)
| 표준좌석수    | 항속거리  | 경쟁 상대 | 길이    | 높이   | 날개 폭 | 동체 너비 | 최대이륙중량 |
| 301 [3클래스] | 13,080 km | A330-300  | 63.73 m | 18.5 m | 60.9 m  | 5.87 m    | 297,500 kg   |

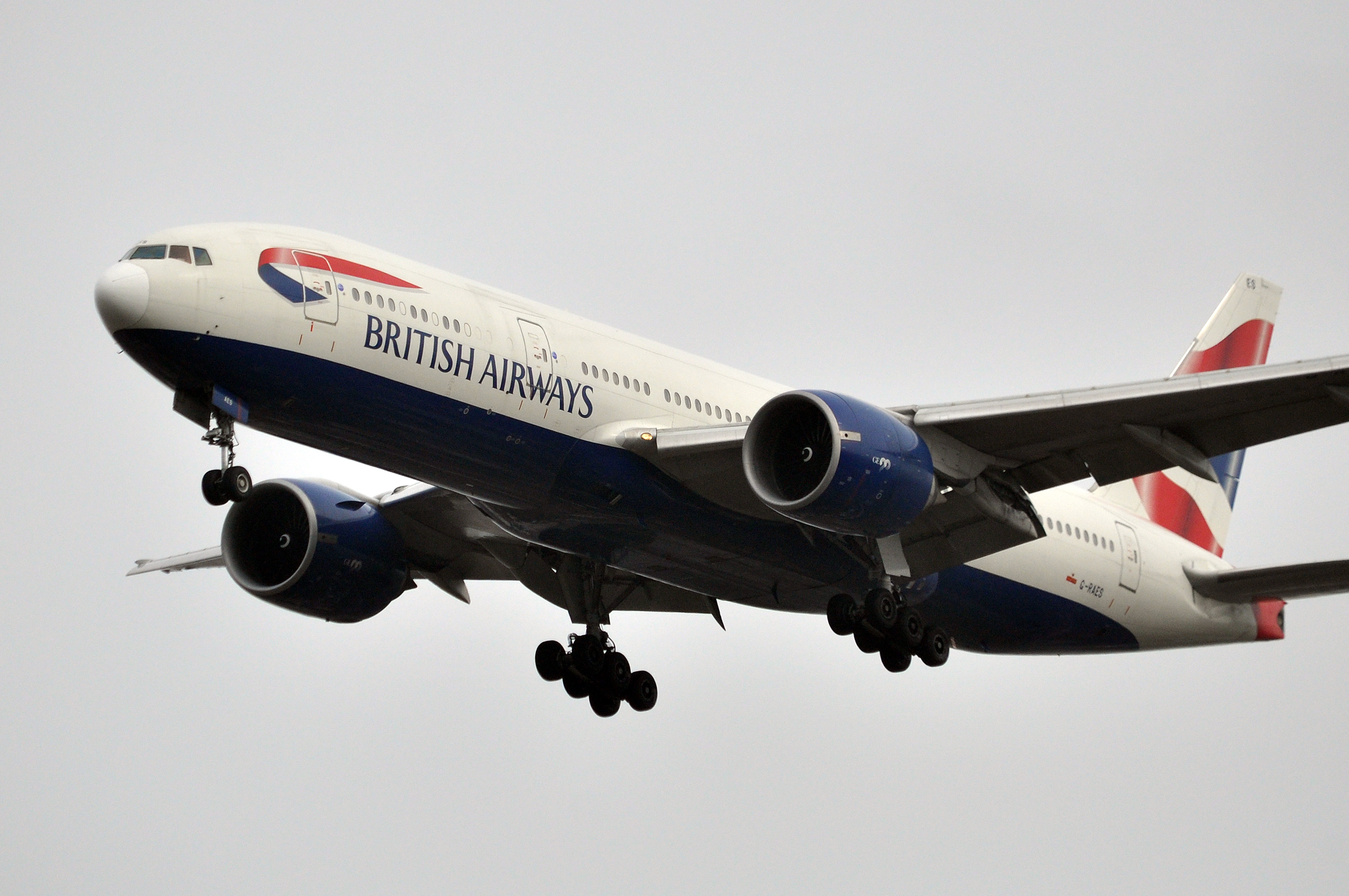
영국항공, G-RAES

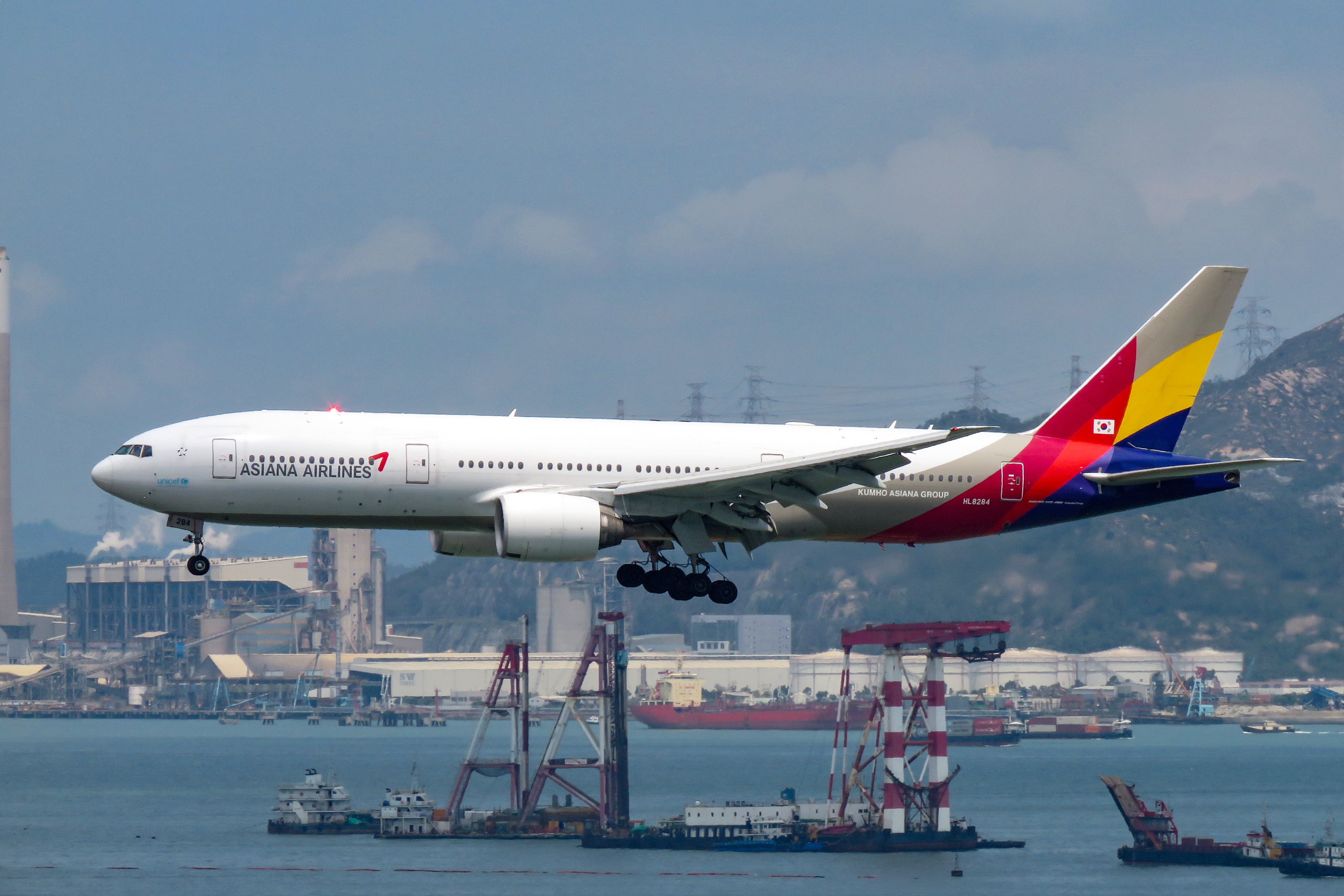
마지막으로 생산된 777-200ER아시아나항공, HL8284

777-200ER은 777-200의 최대이륙중량을 높이고 연료 탑재량을 늘려 항속거리를 증가시킨 형식이다. 777-200ER의 ER은 Extended Range를 의미하며, 처음에는 777-200IGW라는 이름으로 런칭되었다. 777-200ER은 최대이륙중량이 기존 777-200의 545,000파운드에서 658,000파운드로 증가하였으며, 이에 따라 최대이륙중량에서 이륙 시 항속거리도 13,080km로 증가하였다. 777-200ER은 1997년 2월 6일 영국항공에 인도되면서 상업 운항을 시작하였고, 대한민국에서는 진에어, 대한항공, 아시아나항공이 777-200ER을 운항하고 있다. 777-200ER의 엔진 옵션으로는 제너럴 일렉트릭 GE90, 롤스로이스 Trent 800, 그리고 프랫 & 휘트니 PW4000이 있다.
본격적으로 패황이라고 불리기 시작한 때가 이 기종이 나올 때였다. 덕분에 A340은 777-200ER의 효율성을 따라가지 못해 시장에서 사장되기에 이른다.
777-200ER의 노후화로 항공사들은 777-200ER의 대체를 진행하고 있으며, 보잉은 B787에서 가장 많이 판매된 형식인 787-9, 787-9의 동체 연장형인 787-10을 777-200ER의 대체 기종으로 항공사들에 제안하고 있으며, 실제로 노후화된 772 계열을 789나 78X로 대체하는 몇몇 항공사들이 있다.
마지막으로 생산된 777-200ER은 아시아나항공이 보유하고 있으며, 레지번호는 HL8284이다.
대한민국에선 아시아나항공이 9대, 진에어가 4대를 보유하고 있다.

### 3.3. 777-200LR (B77L)

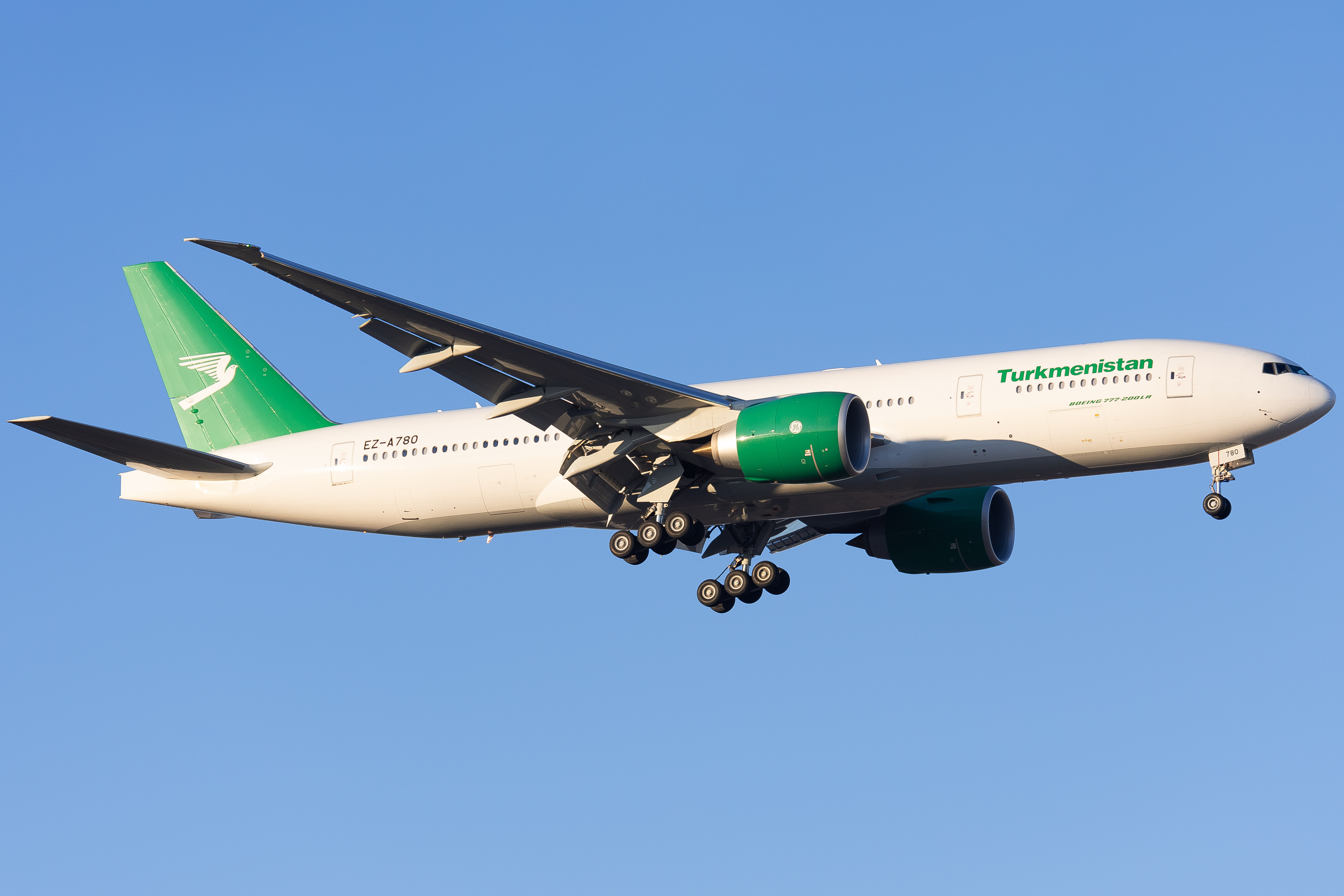
마지막으로 생산된 보잉 777-200LR EZ-A780

777-200LR은 777-200ER의 항속거리 연장형으로, LR은 Long Range를 의미한다. 777-200LR은 777-200ER과 외관 상으로도 비교가 가능한데, 777-200LR은 제너럴 일렉트릭 GE90-110B 또는 GE90-115B 엔진만 사용 가능하며, 레이키드 윙팁이 달린 777-300ER의 날개를 사용해 공기 저항을 감소시켰다. 777-200LR은 이름처럼 매우 긴 항속거리가 특징인데, 높아진 효율성과 777-300ER과 동일한 연료 탑재량으로 777-200LR은 승객을 수송한 채로 무려 15,844km를 비행할 수 있다. 승객이 없다면 20,000km도 넘게 비행할 수 있는데, 보잉은 이런 특징으로 어느 도시든 이을 수 있다는 뜻의 Worldliner 이라는 이름을 붙였다.
777-200LR은 출시 당시 가장 항속거리가 긴 여객기였고, 현재는 A350-900ULR에 타이틀을 넘겨주었다. 777-200LR은 2005년 2월 15일에 보잉의 에버렛 공장에서 롤아웃하였고, 2005년 3월 8일에 첫 비행을 진행하였다. 777-200LR은 2005년 12월 2일에 FAA와 EASA에서 인증을 받았고, 2006년 2월 26일에 파키스탄 국제항공에게 777-200LR이 인도되면서 상업 운항을 시작하였다.
연료 탑재량에 관해 조금 더 자세히 설명하자면 2번째 사진은 -200ER/300, -200, -300ER 각각의 연료탱크 용량을 보여 주며, 스펙표를 통해 -200LR은 -300ER과 동일 용량임을 알 수 있다. 첫번째 사진속 화물칸에 추가되는 연료탱크는 선택 사항으로, 21,000L의 연료를 추가로 탑재할 수 있지만 기본 사항은 아니다.
777의 가격대를 비교해 보면, 차라리 돈 좀 더 주고 777-300ER을 구매하는 게 여러 모로 이득이다. 인기가 없는 파생형. 오히려 LR형을 기반으로 몇 군데 다듬은 화물기인 777F가 현재 인도되는 -200 체급의 대표가 되었다고 볼 수 있다. 777F는 747-400ERF, 이 녀석은 744ER이라는 개념으로 보면 된다.
거의 전 대륙을 커버하는 수준의 델타 항공, 오일 파워로 꾸준히 성장 중인 카타르 항공과 에미레이트 항공, 그리고 에어 캐나다, 에티하드 항공이나 에어 인디아 에티오피아 항공 정도로 몇몇 항공사에서나 보유하고 있는 정도다. 대한항공과 아시아나항공에는 777-200LR이 없으며, 대한항공은 이 기종의 화물기형인 777F만 있다.
대한항공은 많은 장거리 국제선 노선을 운항하고 있고, 보잉과 에어버스 기종을 골고루 운용하고 있어서 도입의 여지라도 있을 지 모르겠지만, 아시아나항공은 앞으로 에어버스 위주로 기단을 구성할 예정이라 더 이상 대량으로 777기를 도입할 것 같지 않다. 오히려 이 기회에 핀에어처럼 아예 에어버스로 갈아타려는 건지 A350을 30대 주문했다.
300ER형과는 구별법이 조금 헷갈릴 수도 있는데, 동체를 보고 그 다음에 주 날개 끝을 보면 된다. 동체 한쪽에 탈출문 개수가 4개인지를 파악하고(300ER은 5개) 그 다음에 주날개 끝이 뒤쪽으로 구부러져 있는지를 보면 된다.
2014년 하반기부터 5년 동안 생산되지 않았지만, 2019년 파리 에어쇼에서 뜬금없이 투르크메니스탄 항공이 1대를 추가로 주문했다. 그리고 2021년 6월 11일, 그 주문된 기체인 EZ-A780이 투르크메니스탄 항공에 인도되며 보잉 777-200LR의 생산이 완전히 종료되었다.
단가는 3억 1,380만 달러.

### 3.4. 777F (B77L)

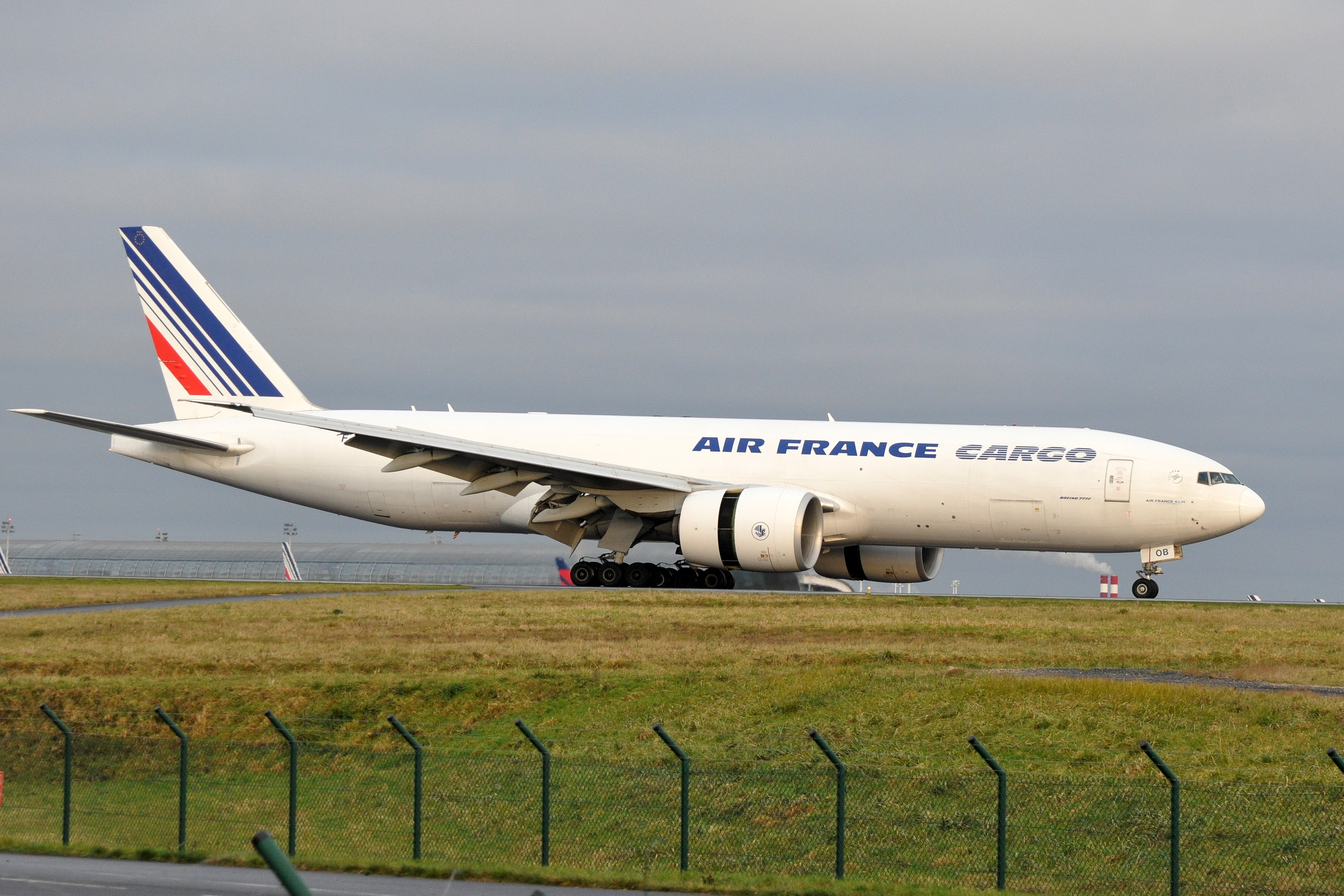
전세계 최초로 상업 운항을 게시한 보잉 777F F-GUOB

보잉 777 Freighter (777F)는 보잉 777-200LR 여객기를 기반으로 개발된 화물기로, 2008년 7월 14일에 프로토타입 기체가 첫 비행을 했고 이듬해인 2009년 2월 19일 에어 프랑스에 첫 777F가 인도되면서 상업 운항을 시작했다. 777-200LR을 기반으로 제작된 기체이기 때문에 ICAO 코드에서도 777-200LR과 같이 B77L이며, 여러 가지 성능이 같다.
777F는 현재 생산되고 있는 쌍발 광동체 화물기 중 가장 크며, 777-200LR같이 엔진은 GE90-110B 또는 115B 중에서 선택할 수 있다. 777-200LR과 같은 항속거리와 연료 탑재량을 가지고 있으며, 224,900파운드의 화물을 적재하고 9,200km를 비행할 수 있다. 최대 운용사는 페덱스 익스프레스다.
777F의 다른 기종보다 더욱 뛰어난 장점은 뛰어난 효율성, 긴 항속거리, 높은 화물 탑재량에서 있다. 보잉에 따르면, 777F는 맥도넬 더글라스 MD-11F에 비해 같은 비행에서 6%, 보잉 747-400F에 비해서는 34% 낮은 연료를 소모하며 1톤마다 소모되는 연료에서는 MD-11F에 비해 23% 낮고, 747-400F에 비해 21% 낮다. 또한 MD-11F와 747-400F에 비해 소음이 상당히 적기 때문에 MD-11F와 747-400F가 운항할 수 없는 곳에서도 777F는 운항이 가능하다. 777F의 높은 수송량과 항속거리로 747-400F를 대체하기 위해 777F를 도입하는 중화항공, 에바항공 등의 항공사들이 상당히 많으며, 실제로 777F는 현재 가장 많이 생산되고 있는 광동체 화물기 중 하나다.
777F의 시장 점유율도 조금씩 올라가고있는 중이다. 화물기들의 경우 경년 중고기도 시장에서 상당히 선호되고있으며 여객기로는 자취를 많이 감춘 MD-11, 747-400은 화물기 또는 화물기로 개조된 기체들은 아직 상당수가 활발히 활동 중이다. 또한 이들보다 더 오래 된 DC-10이나 이를 현대화한 MD-10도 화물전용 항공사를 중심으로 최일선에서 운용 중이다. 747-8F도 아직 초저율 생산으로 생산라인을 유지하고 있지만 현 시점에서 777F의 총 판매량부터 747-8F보다 훨씬 많으며(물론 748F가 더 늦게 데뷔하기는 했다) 주문잔고 및 생산속도 자체도 더 높다. 따라서 향후 경년 화물기들의 대체물량이 요구되는 시점에서는 777F (또는 747-8F)의 판매 수요가 더욱 증가할 수 있을 것이라고 볼 수도 있다. 실제로 현재 퇴역이 진행되고 있는 맥도넬 더글라스의 MD-11F의 대체기는 777F뿐이며, 페덱스 익스프레스와 루프트한자 카고 등의 MD-11F 운용사들도 777F로 MD-11F들을 대체하고 있다.
기본 베이스가 항속거리 깡패인 777-200LR인지라, 항속거리가 화물기임에도 매우 길다. 대개 747-400ERF가 뉴욕에서 인천으로 직항이 나오지 않아 앵커리지에서 중간 기착하는 것과 달리 그냥 직항이 된다. 다만 이는 페이로드의 양에 따라 천차만별이다. 대한항공은 인천-뉴욕 화물편에 777F를 투입하는데 거리는 약 11,000km이며, 페덱스 익스프레스는 이보다 긴 멤피스-인천 노선에 777F를 투입한다.
그리고 2025년에는 새로운 환경규제가 시행되는데, 777F는 이 규제를 통과하지 못해 2027년 이후부터 강제 단종된다. 즉 그때까지 주문량이 남아 있어도 강제로 생산 중지를 해야 된다.
대한민국에선 대한항공이 12대를 보유하고 있다.

## 관련 문서
```
보잉 777

보잉 777-300 계열

유나이티드 항공 328편 엔진 폭발 사고
```

2018년에 퇴역했고, 현재 투손 항공박물관에 보존되어 있다. 롤아웃 당시 테일넘버는 N7771. 일반석 1클래스 기준 화물적재량 102톤 기준간혹 B77E 혹은 77E라는 B777-200ER의 코드가 따로 존재한다고 하는 경우가 보이는데, 이 코드는 존재하지 않는다. 사실상 ER/LR 파생형 기종에 다른 코드가 붙는 경우는 거의 없다. 200LR과 F, 300ER은 주요 구조물인 주익의 폭 자체가 200, 200ER, 300(Non ER)과 다르기 때문에 다른 코드를 받는 것이다. 5.1 5.2 5.3 해당 형식의 런치 커스터머 참고로 이 항공기는 아직도 현역이다. 2020 도쿄 올림픽 특별 도장 적용. 현재는 해당 도색을 한 채로 퇴역하였다. 그 후 나이지리아의 맥스 에어로 송출되어 운항중이다. [3클래스]대한항공도 이 기종을 보유했었으나, 2025년 2월을 마지막으로 전량 퇴역시켰다. 투르크메니스탄 정부 전용기로 차출되어 운항중이다. 해당 기체를 끝으로 더이상 772 계열 여객형 기체는 생산되지 않는다. 옵션 선택시 총 연료량 202,300L. 다만 추가되는 연료탱크는 위에서 언급했듯 화물칸을 침범하기에 LR 기반으로 제작되는 777F에서 이 옵션을 선택한 항공사는 없다. 2020년 10월 말 전량 퇴역 특히 토론토-암스테르담 노선에 B77L을 자주 쓰는 편이다. 아시아나항공 214편 추락 사고 때문에 777에 대한 신뢰가 떨어졌기 때문이 아니냐는 추측도 있다. 물론 해당 사고는 전적으로 조종사의 과실로 항공기의 문제는 전혀 없었기에 신뢰가 떨어졌다고 운운하는 건 억지에 가깝고, 해당 사고 때 아시아나항공 스스로가 보잉에 기체 결함으로 몰아간 언플짓 때문에 보잉과의 관계가 어색해졌다고 보는 게 더 자연스러워 보인다. 그전부터 탈 보잉 움직임이 보이긴 했지만. 참고로 핀에어는 2014년 B757 퇴역 이후로 보잉제 여객기를 도입하고 있지 않다. 800형 8대, 900형 12대, 1000형 10대. 그중 800형의 개발이 취소됐고, 800형의 주문분은 A330neo로 바꾸는 게 아니냐는 이야기도 있었으나 2018년 3월에 (에어버스 공식 오피셜 기준으로) 900형으로 통일했다. 덤으로 A35K 1대는 900형으로 주문 변경. A350은 아시아나항공의 차세대 주력 쌍발기가 될 전망이다. 그러나 대한항공은 RR의 엔진만 사용하는 A330neo 및 A350 대신 787-9를 주문했다. 대한민국 국적사들 중 A330neo를 주문한 곳은 없다. 사실 A330neo는 효율성이 그다지 늘어난 편이 아니라서, 매력이 떨어진다. 777-300ER의 날개 끝부분도 이 기종처럼 뒤로 꺾여 있어 헷갈리기도 하다. 보잉 747SP도 1982년을 마지막으로 6년간 생산되지 않다가 바레인 정부 전용기로 주문된 1기 생산을 끝으로 1989년 완전히 단종되었다. 당시 등록번호 N5020K. 후술된 F-GUOB처럼 2009년 11월 30일에 에어 프랑스한테 F-GUOA로 인도되었으나 4개월도 안 된 2010년 3월 23일에 페덱스 익스프레스에게 N880FD로 매각되었다. 등록번호 F-GUOB. 실제로 위키백과에선 777F의 항속거리가 102톤 만재 기준 9,200km 가량인 걸로 나온다. 뉴욕 - 인천간 직항시엔 70톤 정도 탑재가 가능하다. 이런 식으로 탑재량을 줄이면 항속거리가 777F보다 짧은 747-8F도 미 동부에서 인천을 오는 게 가능하다. 실제로 747-8F는 시카고, 뉴욕에서 인천행 화물편을 운항하는데, 이는 각각 11,000km에 달한다. 임시편으로 리마에서 직항으로 인천에 온적도있다!  2017년에 만들어진 환경규제는 비행기 제작사들에게 10년의 유예기간을 주었고 그 마지막이 2027년인 것, 보잉이 기간을 늘릴수 있다면 모를까 767F와 사이좋게 단종을 해야한다.